# 稻形珍珠茅
稻形珍珠茅（学名：Scleria oryzoides），为莎草科珍珠茅属下的一个植物种。